# Erebus orcina
Erebus orcina är en fjärilsart som beskrevs av Felder 1874. Erebus orcina ingår i släktet Erebus och familjen nattflyn. Inga underarter finns listade i Catalogue of Life.